# Горис, Эрхард
Э́рхард Го́рис (нем. Erhard Gorys; 8 апреля 1926, Бреслау, Нижняя Силезия — 13 декабря 2004, Бюнде, Северный Рейн-Вестфалия) — немецкий писатель и искусствовед.

## Биография
Горис изучал искусствоведение и юриспруденцию в Кембриджском и Гёттингенском университетах, некоторое время работал в издательстве. Впоследствии перешёл на работу на почте, занимал руководящую должность в Крефельде, но его больше увлекала литературная деятельность. Он специализировался на составлении справочников, кулинарных книг и путеводителей по искусству. В Германии под названием «Горис» получил известность «Новый кулинарный словарь» (нем. Das neue Küchenlexikon) на 8500 ключевых слов, ставший одним из самых обширных немецких справочных изданий по кулинарии. Эрхард Горис удостоился за этот труд серебряной медали Гастрономической академии Германии.